# Frontenard
Frontenard é uma comuna francesa na região administrativa de Borgonha-Franco-Condado, no departamento Saône-et-Loire. Estende-se por uma área de 12,22 km². Em 2010 a comuna tinha 221 habitantes (densidade: 18,1 hab./km²).